# Badderfjorden
Badderfjorden (nordsamisk Báttárvuotna) er en fjordarm af Kvænangen i Kvænangen kommune i Troms og Finnmark fylke  i Norge. Fjorden er fem kilometer lang, fra indløbet mellem Steinnes og Nordnes, mod øst til bygden Badderen, som fjorden er opkaldt efter, i bunden af fjorden.
Andre bygder langs fjorden er Undereidet på nordsiden og Sekkemo på sydsiden. Vest for Nordnes ligger Storstraumen lige ved Sørstraumen hvor Europavej E6 krydser Kvænangen. E6 fortsætter videre langs sydsiden og østsiden af fjorden.